# Свети Атанасий (Добърско)
Вижте пояснителната страница за други значения на Свети Атанасий.
„Свети Атанасий“ е българска средновековна църква в разложкото село Добърско, България. Днес храмът е част от Неврокопската епархия на Българската православна църква. Църквата е построена в Средновековието, но днес е изоставена и в развалини. Известна е и с името Атанасова църква.